# (42493) 1991 TG14
(42493) 1991 TG14 — астероїд головного поясу, відкритий 2 жовтня 1991 року.
Тіссеранів параметр щодо Юпітера — 3,145.